# Slaby-Beringer

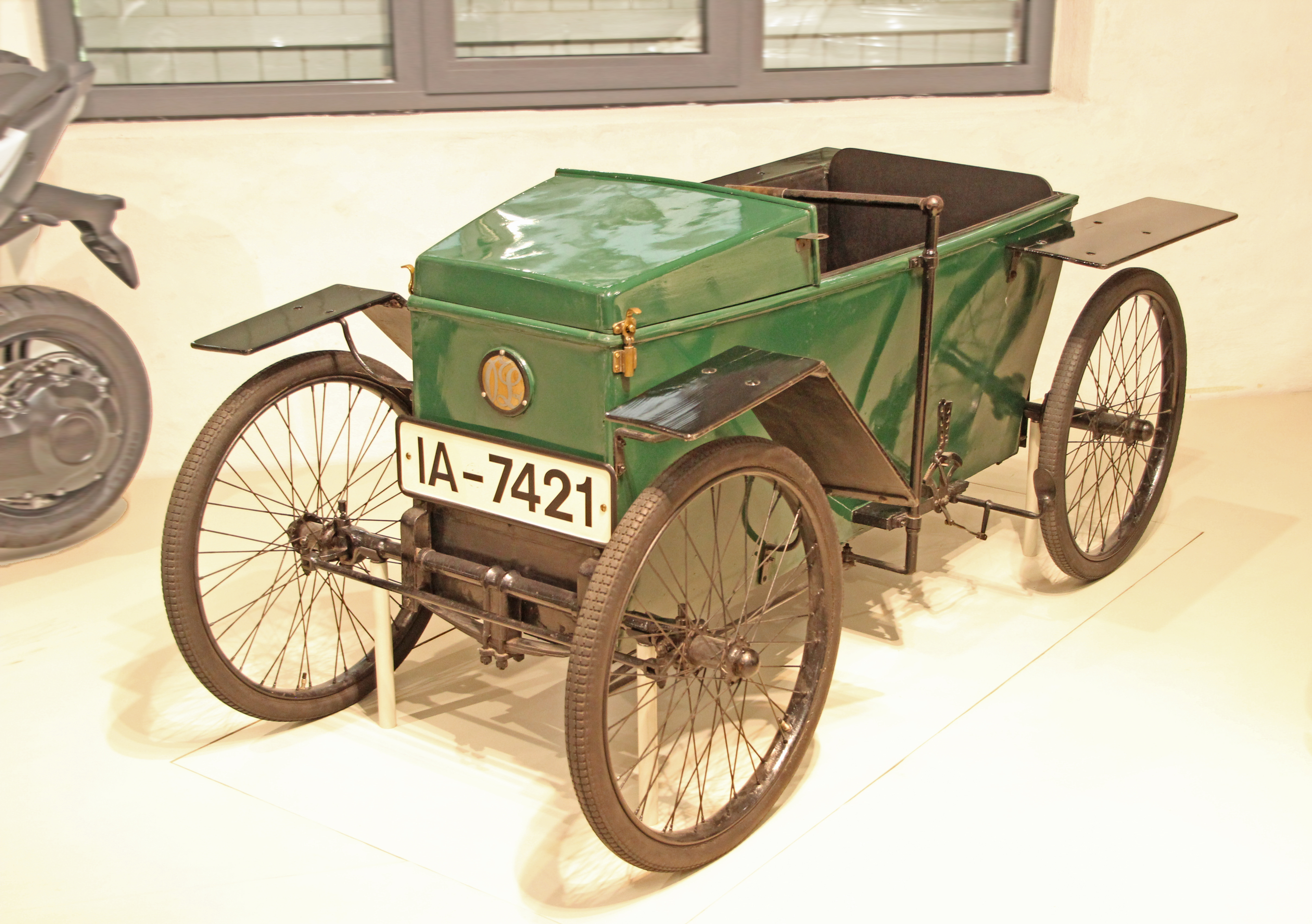
Slaby-Beringer Elektrowagen, 1921

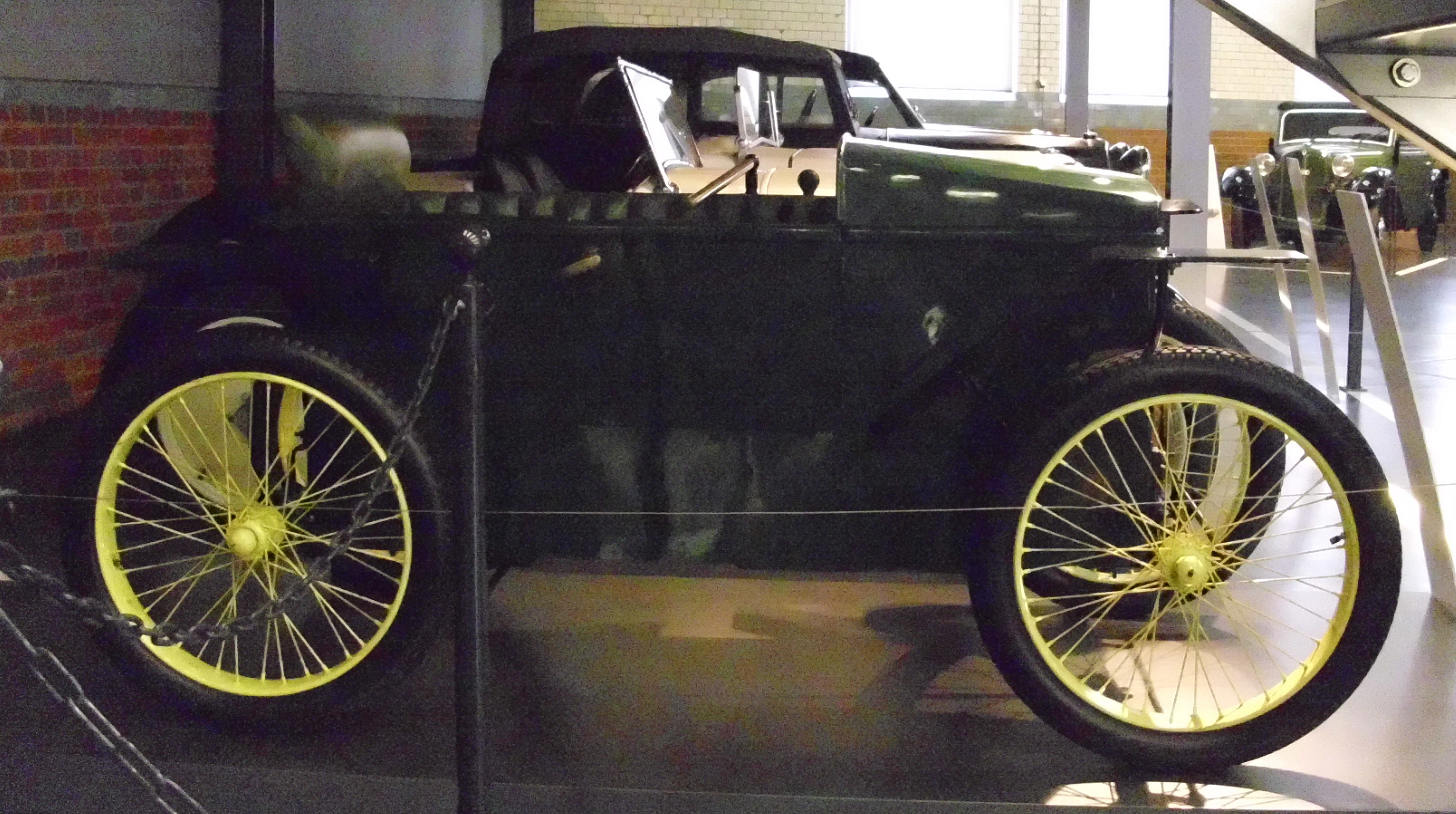
Slaby-Beringer Elektrowagen, 1920

Slaby-Beringer war ein deutscher Hersteller von Autos, vor allem Elektrowagen, der von 1919 bis 1924 in Berlin-Charlottenburg produzierte.

## Geschichte
Der 1887 in Berlin geborene Rudolf Slaby war ein Sohn des Hochschullehrers Adolf Slaby, Dozent an der Technischen Hochschule Charlottenburg und Mitbegründer von Telefunken. Rudolf Slaby studierte Maschinenbau und begann seine Laufbahn in der deutschen Flugzeugindustrie. Nach dem Friedensvertrag von Versailles war der Flugzeugbau in Deutschland verboten und Rudolf Slaby musste sich anderen Tätigkeiten zuwenden.
Er promovierte 1919 an der TH Hannover zum Dr.-Ing. und gründete im gleichen Jahr mit seinem Cousin Hermann Beringer die Firma SB-Automobil-Gesellschaft m.b.H. (SB steht für Slaby-Beringer) zur Herstellung kleiner Elektrofahrzeuge. Die Fabrikation begann in Berlin-Charlottenburg, damals Sophienstraße 19–22, wo Beringer eine Farbenfabrik besaß. Im Adressbuch erscheint kein Hinweis auf eine Automobil-Produktion, sondern der Name Beringer und Co. GmbH nahe der Technischen Hochschule Charlottenburg.
Rudolf Slaby entwarf ein kleines, von einem Elektromotor angetriebenes Einpersonenauto. Die revolutionäre Entwicklung hatte eine selbsttragende Karosserie aus Triplex-Kunststoff und war speziell für Kriegsinvaliden vorgesehen, die aber meist nicht das nötige Geld für ein Fahrzeug besaßen.
Jørgen Skafte Rasmussen, Inhaber der Zschopauer Motorenwerke, die Zweitakt-Motorräder der Marke DKW herstellte, begegnete im Sommer 1919 in Berlin Rudolf Slaby, der in dem kleinen Elektroautomobil unterwegs war. Rasmussen war begeistert und gab Slaby auf der Stelle einen Auftrag für hundert Stück des Slaby-Beringer genannten Wagens, die er auf der Leipziger Messe anbot. Das Gewicht betrug 180 kg einschließlich Batterien.
Später überzeugte Hermann Beringer seinen Cousin, einen Zweisitzer zu bauen, der von einem DKW-Motor angetrieben wurde. Ab 1920 wurden 200 SB-Wagen nach Japan verkauft, das in der Folgezeit Hauptabsatzmarkt der Elektrofahrzeuge wurde. Dort wurden die Wagen meist von staatlichen Behörden und Taxiunternehmen bestellt. Als japanisches Partnerunternehmen wurde die The Japan and German Electric Cyclecar Co. Osaka gegründet, die eine eigene Firmenzeitschrift herausgab. Inflationsbedingt stand es trotz des exotischen Exportgeschäfts finanziell schlecht um das Unternehmen, das auf Bürgschaften angewiesen war. Nach einem verheerenden Erdbeben in Japan 1923, dem eine größere Lieferung von Fahrzeugen und der japanische Importeur zum Opfer gefallen waren, brach das Geschäft mit Japan weg.
Rasmussen half dem Unternehmen finanziell weiter, woraufhin auch die Produktion von Kleinwagen mit DKW-Benzinmotoren anlief. Doch die Hilfe genügte nicht, sodass im Juni 1924 die SB-Automobil-Gesellschaft Insolvenz anmelden musste. Insgesamt wurden 2005 SB-Wagen gebaut, davon 266 mit DKW-Motor. Am 1. September 1924 wurde die Produktionsstätte in Berlin stillgelegt.
Um seine Investitionen nicht zu verlieren, übernahm Rasmussen Reste des Unternehmens aus der Konkursmasse und fügte sie als J. S. Rasmussen AG, Filiale Berlin seinem Konzern hinzu. Rudolf Slaby wurde Konstrukteur und Technischer Direktor in Rasmussens Unternehmen und schuf 1927/28 das erste DKW-Automobil. Der DKW P15 PS mit einem auf Wasserkühlung umgestellten Zweizylinder-Zweitakt-Motorradmotor hatte eine selbsttragende Karosserie aus Sperrholz.
Im Industriemuseum Chemnitz steht ein Slaby-Beringer, Baujahr 1924, als Leihgabe von Audi.